# Picramniaceae
Picramniaceae Fernando & Quinn è una famiglia di angiosperme eudicotiledoni, l'unica appartenente all'ordine Picramniales Doweld.

## Tassonomia
La famiglia comprende i seguenti generi:
- Aenigmanu W.W.Thomas
- Alvaradoa Liebm.
- Nothotalisia W.W.Thomas
- Picramnia Sw.